# Acestrorhynchus
Acestrorhynchidae é uma família de peixes actinopterígeos pertencentes à ordem Characiformes.
As espécies estão distribuídas exclusivamente pelos rios da América do Sul, a maioria nos rios do Amazonas, Orinoco e Rio da Prata.
Seu nome procede do grego: akestras (agulha) + rhyngchos (maxilar inferior).

## Espécies
- Acestrorhynchus abbreviatus (Cope, 1878)
- Acestrorhynchus altus Menezes, 1969
- Acestrorhynchus britskii Menezes, 1969
- Acestrorhynchus falcatus (Bloch, 1794)
- Acestrorhynchus falcirostris (G. Cuvier, 1819)
- Acestrorhynchus grandoculis Menezes & Géry, 1983
- Acestrorhynchus heterolepis (Cope, 1878)
- Acestrorhynchus isalineae Menezes & Géry, 1983
- Acestrorhynchus lacustris (Lütken, 1875)
- Acestrorhynchus maculipinna Menezes & Géry, 1983
- Acestrorhynchus microlepis (Jardine, 1841)
- Acestrorhynchus minimus Menezes, 1969
- Acestrorhynchus nasutus C. H. Eigenmann, 1912
- Acestrorhynchus pantaneiro Menezes, 1992

Algumas espécies são conhecidas como peixe-cachorro.